# 陈望道旧居
陈望道旧居是中国上海市的一座历史建筑，位于杨浦区五角场镇国顺路650弄复旦大学第九宿舍的东侧，門牌號為国福路51号。	它是复旦大学第九宿舍的一部分。

## 历史
該建築是一幢始建于1930年代的西班牙式洋房。最初由华兴铁工厂老板所有。1950年代初該建築內為血吸虫病防治站。1952年，复旦大学买下国福路51号的花园住宅，又名“绿屋”，分配给校长陈望道，底层为复旦大学语法、逻辑、修辞研究室，即今中国语言研究所。
2014年4月4日，国福路51号陈望道旧居列为第八批上海市文物保护单位。2018年5月，改建為《共产党宣言》展示馆。展示馆內有陈望道翻译的《共产党宣言》首个中文全译本的复制件。2021年6月11日，由中国美术馆馆长吴为山设计创作、中国民主同盟捐贈的陈望道雕塑在《共产党宣言》展示馆前广场揭幕。

## 画廊

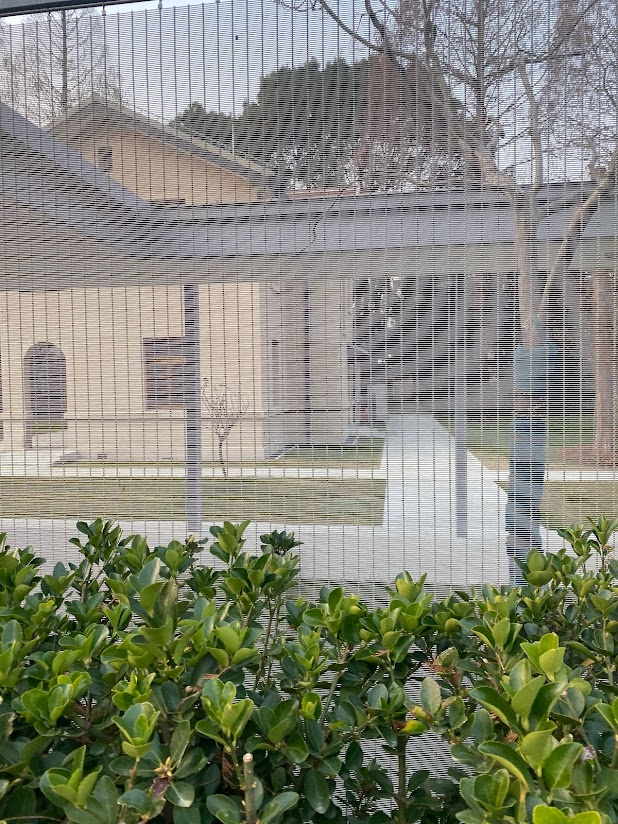
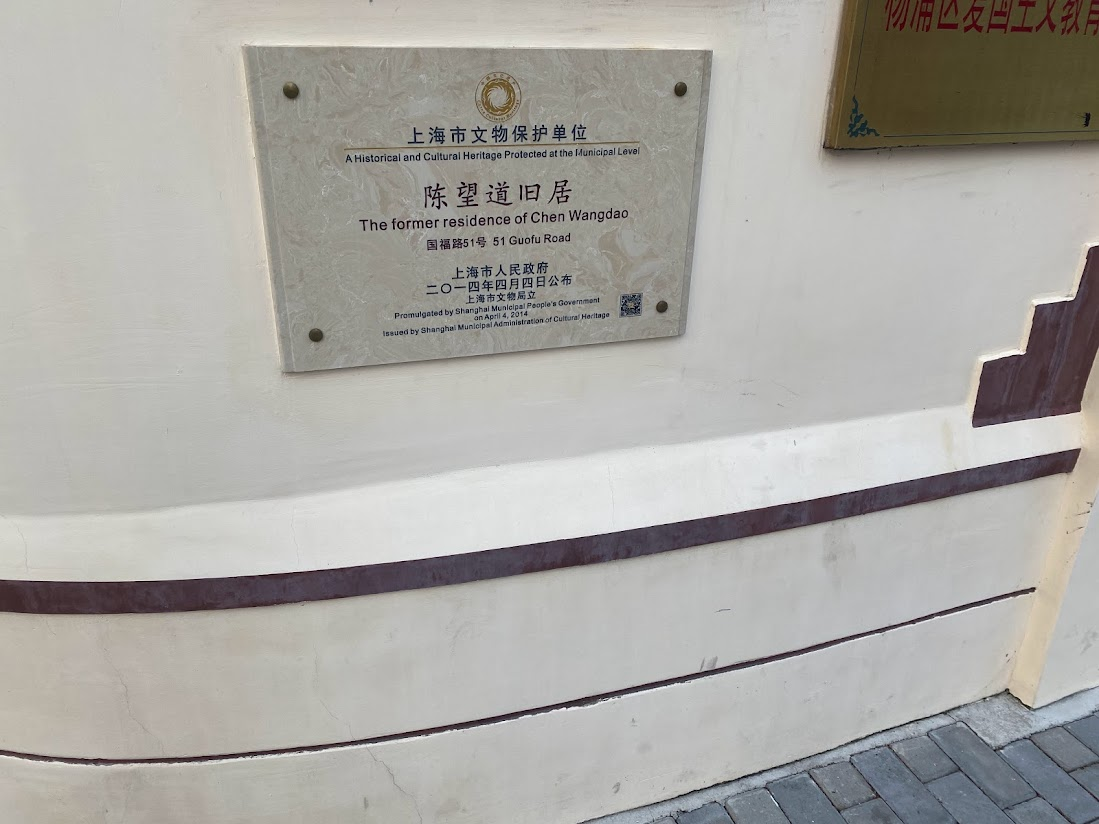
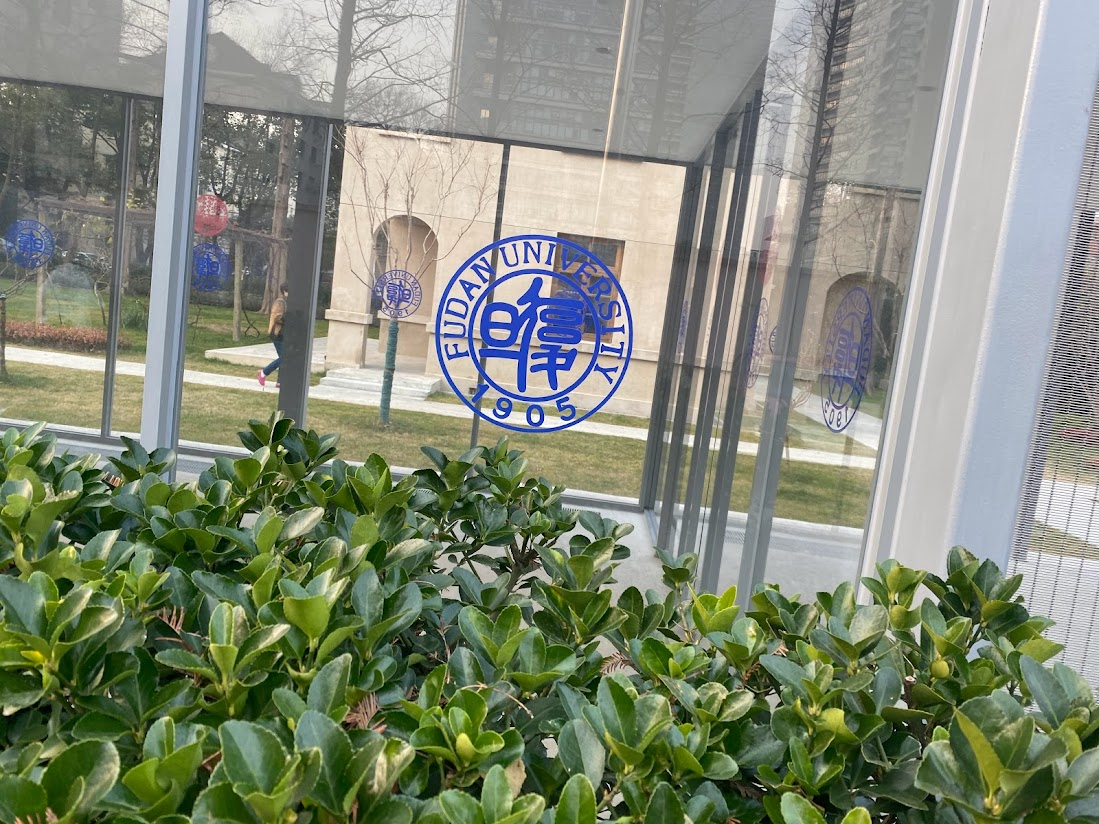
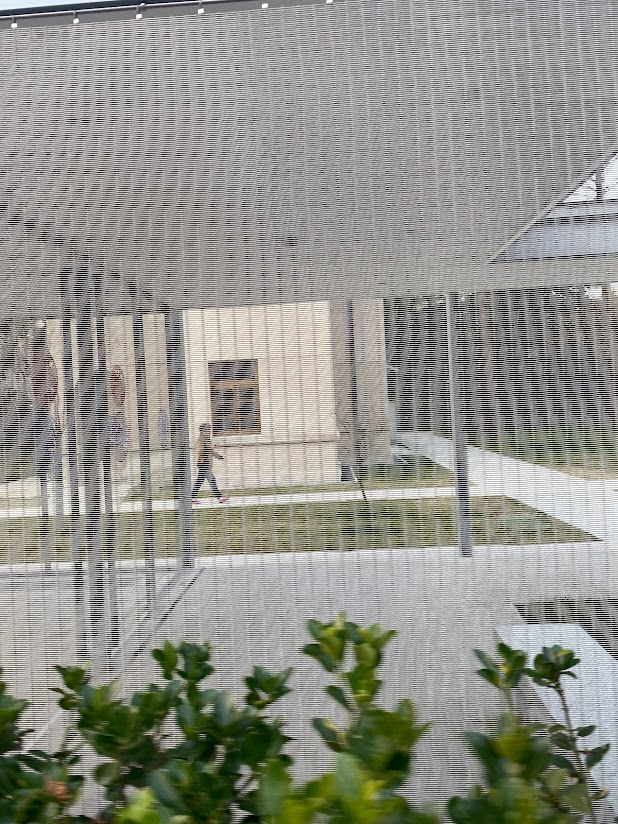
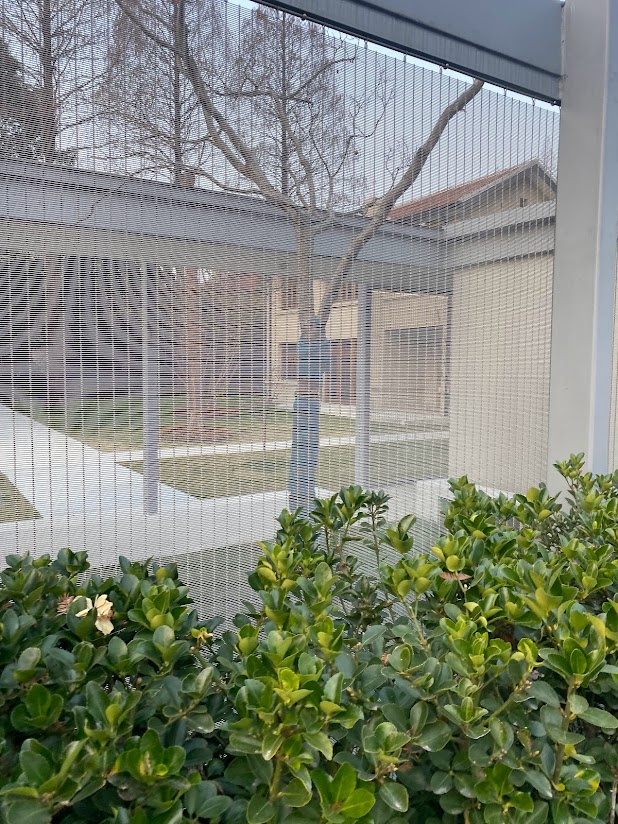